# Futbol'nyj Klub Šachtar Donec'k 2013-2014
Questa voce raccoglie le informazioni riguardanti il Futbol'nyj Klub Šachtar Donec'k nelle competizioni ufficiali della stagione 2013-2014.

## Maglie e sponsor
Lo sponsor tecnico per la stagione 2013-2014 è Nike mentre lo sponsor ufficiale è System Capital Management. Per questa stagione ci sono due maglie: la prima è a righe nere e arancioni, con pantaloncini neri e calzettoni arancioni; la seconda è bianca con una banda orizzontale arancione e nera, pantaloncini e calzettoni bianchi.
| Casa | Trasferta |

## Rosa
Aggiornata al 24 gennaio 2014.
| N. |                      | Ruolo | Calciatore          |
| -- | -------------------- | ----- | ------------------- |
| 3  | Rep. Ceca (bandiera) | C     | Tomáš Hübschman     |
| 4  | Ucraina (bandiera)   | D     | Oleksandr Volovyk   |
| 5  | Ucraina (bandiera)   | D     | Oleksandr Kučer     |
| 6  | Ucraina (bandiera)   | C     | Taras Stepanenko    |
| 7  | Brasile (bandiera)   | A     | Wellington Nem      |
| 8  | Brasile (bandiera)   | C     | Fred                |
| 9  | Brasile (bandiera)   | A     | Luiz Adriano        |
| 10 | Brasile (bandiera)   | C     | Bernard ()          |
| 11 | Croazia (bandiera)   | A     | Eduardo ()          |
| 13 | Ucraina (bandiera)   | D     | V″jačeslav Ševčuk   |
| 14 | Ucraina (bandiera)   | C     | Vasyl' Kobin        |
| 17 | Brasile (bandiera)   | C     | Fernando            |
| 19 | Argentina (bandiera) | A     | Facundo Ferreyra () |
| 20 | Brasile (bandiera)   | C     | Douglas Costa ()    |
| 23 | Ucraina (bandiera)   | P     | Bohdan Sarnavs'kyj  |

| N. |                    | Ruolo | Calciatore          |
| -- | ------------------ | ----- | ------------------- |
| 24 | Ucraina (bandiera) | C     | Dmytro Hrečyškin    |
| 27 | Ucraina (bandiera) | D     | Dmytro Čyhryns'kyj  |
| 28 | Brasile (bandiera) | A     | Taison              |
| 29 | Brasile (bandiera) | C     | Alex Teixeira       |
| 30 | Ucraina (bandiera) | P     | Andrij Pjatov       |
| 31 | Brasile (bandiera) | D     | Ismaily             |
| 32 | Ucraina (bandiera) | P     | Anton Kaniboloc'kyj |
| 33 | Croazia (bandiera) | D     | Darijo Srna         |
| 35 | Ucraina (bandiera) | P     | Mykyta Krjukov      |
| 37 | Ucraina (bandiera) | A     | Anton Šynder        |
| 38 | Ucraina (bandiera) | D     | Serhij Kryvcov      |
| 44 | Ucraina (bandiera) | D     | Jaroslav Rakyc'kyj  |
| 77 | Brasile (bandiera) | C     | Ilsinho ()          |
| 89 | Brasile (bandiera) | A     | Dentinho            |
| 95 | Ucraina (bandiera) | D     | Eduard Sobol'       |
| 99 | Brasile (bandiera) | A     | Maicon              |

## Calciomercato

### Sessione estiva
| Acquisti | Acquisti           | Acquisti         | Acquisti              |
| R.       | Nome               | a                | Modalità              |
| -------- | ------------------ | ---------------- | --------------------- |
| P        | Bohdan Sarnavs'kyj | Arsenal Kiev     | definitivo            |
| D        | Oleksandr Volovyk  | Metalurh Donec'k | definitivo            |
| C        | Bernard            | Atlético Mineiro | definitivo (25 mln €) |
| C        | V″jačeslav Čurko   | Hoverla          | fine prestito         |
| C        | Fernando           | Grêmio           | definitivo (11 mln €) |
| C        | Fred               | Internacional    | definitivo (15 mln €) |
| A        | Facundo Ferreyra   | Vélez Sarsfield  | definitivo (7 mln €)  |
| A        | Anton Šynder       | Tavrija          | definitivo            |
| A        | Wellington Nem     | Fluminense       | definitivo (9 mln €)  |

| Partenze | Partenze             | Partenze          | Partenze                |
| R.       | Nome                 | a                 | Modalità                |
| -------- | -------------------- | ----------------- | ----------------------- |
| P        | Mykyta Ševčenko      | Zorja             | prestito                |
| D        | Bohdan Butko         | Illičivec'        | prestito                |
| D        | Oleksandr Čyžov      | Sevastopol'       | prestito                |
| D        | Mykola Iščenko       | Illičivec'        | prestito                |
| D        | Oleksandr Karavajev  | Sevastopol'       | prestito                |
| D        | Ivan Ordec'          | Illičivec'        | prestito                |
| D        | Răzvan Raț           | West Ham Utd      | svincolato              |
| C        | V″jačeslav Čurko     | Illičivec'        | prestito                |
| C        | Roman Emel'janov     | Illičivec'        | prestito                |
| C        | Fernandinho          | Manchester City   | definitivo (40 mln €)   |
| C        | Oleksij Haj          | Čornomorec'       | svincolato              |
| C        | Oleksandr Karavajev  | Zorja             | prestito                |
| C        | Ruslan Malinovs'kyj  | Sevastopol'       | prestito                |
| C        | Henrix Mxit'aryan    | Borussia Dortmund | definitivo (27,5 mln €) |
| C        | Vladyslav Nasibulin  | Poltava           | definitivo              |
| C        | Jaroslav Olijnyk     | Zorja             | prestito                |
| C        | Tornik'e Okriashvili | Illičivec'        | prestito                |
| C        | Alan Patrick         | Internacional     | prestito                |
| C        | Oleksij Poljans'kyj  | Illičivec'        | prestito                |
| C        | Bruno Renan          | Criciúma          | prestito                |
| C        | Davit Targamadze     | Illičivec'        | prestito                |
| C        | Andrij Totovyc'kyj   | Illičivec'        | prestito                |
| C        | Vitalij Vicenec'     | Sevastopol'       | prestito                |
| A        | Pylyp Budkivs'kyj    | Sevastopol'       | prestito                |
| A        | Vladyslav Kulač      | Illičivec'        | prestito                |
| A        | Maicon               | Illičivec'        | prestito                |

### Sessione invernale
| Acquisti | Acquisti | Acquisti | Acquisti      |
| R.       | Nome     | a        | Modalità      |
| -------- | -------- | -------- | ------------- |
| A        | Dentinho | Beşiktaş | fine prestito |

| Partenze | Partenze             | Partenze      | Partenze   |
| R.       | Nome                 | a             | Modalità   |
| -------- | -------------------- | ------------- | ---------- |
| D        | Oleksandr Čyžov      | Illičivec'    | definitivo |
| C        | Roman Emel'janov     | Rostov        | prestito   |
| C        | Dmytro Hrečyškin     | Illičivec'    | prestito   |
| C        | Tornik'e Okriashvili | Čornomorec'   | prestito   |
| C        | Alan Patrick         | Internacional | prestito   |
| C        | Bruno Renan          | Pelotas       | definitivo |
| C        | Vitalij Vicenec'     | Illičivec'    | prestito   |
| A        | Pylyp Budkivs'kyj    | Zorja         | prestito   |

## Risultati

### Supercoppa
| Arbitro: | Serhij Bojko (Kiev) |

|               |           |                                 |
| Antonov 45+1’ | Marcatori | 17’, 33’ Fred 68’ (rig.) Taison |

### Prem"jer-liha

#### Girone d'andata
| Arbitro: | Jurij Vaks (Sinferopoli) |

|                                |           |  |
| Hrečyškin 47’ Luiz Adriano 89’ | Marcatori |  |

| Arbitro: | Anatolij Abdula (Charkiv) |

|             |           |                                              |
| Kožanov 64’ | Marcatori | 24’ Fred 78’ Luiz Adriano 86’ Wellington Nem |

| Arbitro: | Jurij Mosejčuk (Černivci) |

|              |           |  |
| D. Costa 73’ | Marcatori |  |

| Arbitro: | Viktor Švecov (Odessa) |

|                                       |           |             |
| Srna 2’ Eduardo 53’ Alex Teixeira 86’ | Marcatori | 7’ Belhanda |

| Arbitro: | Serhij Berezka (Kiev) |

|  |           |                                                  |
|  | Marcatori | 9’ Fred 47’, 54’ Luiz Adriano 48’ (aut.) Dacenko |

| Arbitro: | Vitalij Hoduljan (Odessa) |

|                           |           |  |
| Srna 15’ Luiz Adriano 88’ | Marcatori |  |

| Arbitro: | Anatolij Žabčenko (Sinferopoli) |

|                                       |           |             |
| Zozulja 47’, 63’ Selezn'ov 73’ (rig.) | Marcatori | 90+1’ Kučer |

| Arbitro: | Jevhen Aranovs'kyj (Kiev) |

|                |           |           |
| Stepanenko 59’ | Marcatori | 77’ Dević |

| Arbitro: | Oleksandr Derdo (Čornomors'k) |

|                                       |           |                          |
| Hladkyj 7’ Bartulović 52’ (rig.), 61’ | Marcatori | 23’ D. Costa 71’ Ismaily |

| Arbitro: | Jurij Možarovs'kyj (Leopoli) |

|                                         |           |  |
| Ferreyra 35’ Hübschman 49’ Fernando 80’ | Marcatori |  |

| Arbitro: | Serhij Bojko (Kiev) |

|                                    |           |                               |
| Rakyc'kyj 24’ (aut.) J. Moraes 51’ | Marcatori | 54’ Alex Teixeira 82’ Eduardo |

| Arbitro: | Kostjantyn Truchanov (Charkiv) |

|                                                                       |           |  |
| Ferreyra 10’, 48’, 54’ Alex Teixeira 44’, 45’ Eduardo 58’ Ismaily 63’ | Marcatori |  |

| Arbitro: | Jurij Vaks (Sinferopoli) |

|                       |           |                                              |
| Stepanenko 38’ (aut.) | Marcatori | 66’ (rig.), 73’ (rig.) Srna 85’ Luiz Adriano |

| Arbitro: | Serhij Berezka (Kiev) |

|                                              |           |  |
| Stepanenko 14’ Bernard 19’ Ferreyra 22’, 51’ | Marcatori |  |

| Arbitro: | Serhij Dankovs'kyj (Kiev) |

|                  |           |  |
| Memešev 25’, 69’ | Marcatori |  |

#### Girone di ritorno
| Arbitro: | Viktor Švecov (Odessa) |

|  |           |                         |
|  | Marcatori | 54’ Kryvcov 72’ Eduardo |

| Arbitro: | Vitalij Hoduljan (Odessa) |

|                                                     |           |  |
| Taison 8’ Čyhryns'kyj 23’ Luiz Adriano 26’ Srna 34’ | Marcatori |  |

| Arbitro: | Serhij Bojko (Kiev) |

|  |           |                  |
|  | Marcatori | 44’ Luiz Adriano |

| Arbitro: | Anatolij Abdula (Charkiv) |

|  |           |                       |
|  | Marcatori | 10’, 33’ Luiz Adriano |

| Arbitro: | Serhij Lysenčuk (Kiev) |

|                         |           |               |
| Bernard 30’ Eduardo 36’ | Marcatori | 61’ Boussaïdi |

| Arbitro: | Kostjantyn Truchanov (Charkiv) |

|  |           |                                         |
|  | Marcatori | 22’ Luiz Adriano 29’, 81’ Alex Teixeira |

| Arbitro: | Anatolij Abdula (Charkiv) |

|  |           |                           |
|  | Marcatori | 45’ Fedec'kyj 83’ Matheus |

| Arbitro: | Anatolij Žabčenko (Sinferopoli) |

|                                   |           |                                                    |
| Kučer 7’ (aut.) Marlos 32’ (rig.) | Marcatori | 36’ D. Costa 38’ Eduardo 45’ Srna 74’ Luiz Adriano |

| Arbitro: | Kostjantyn Truchanov (Charkiv) |

|                                   |           |  |
| Eduardo 12’, 43’ Luiz Adriano 51’ | Marcatori |  |

| Arbitro: | Jurij Vaks (Sinferopoli) |

|             |           |  |
| Jahović 83’ | Marcatori |  |

| Arbitro: | Viktor Švecov (Odessa) |

|                              |           |            |
| Kryvcov 55’ Luiz Adriano 62’ | Marcatori | 49’ Pryjma |

| Kiev 27ª giornata | Arsenal Kiev | – (non disputata) | Šachtar | Stadio Dinamo Lobanovski |

| Arbitro: | Kostjantyn Truchanov (Charkiv) |

|                                    |           |                 |
| Luiz Adriano 26’, 67’ D. Costa 82’ | Marcatori | 58’ Totovyc'kyj |

| Arbitro: | Jevhen Aranovs'kyj (Kiev) |

|                  |           |                                            |
| Ljubenović 45+4’ | Marcatori | 16’ (rig.), 29’ Luiz Adriano 90+2’ Eduardo |

| Arbitro: | Ivan Bondar (Kiev) |

|                       |           |  |
| Luiz Adriano 30’, 63’ | Marcatori |  |

### Coppa d'Ucraina
| Arbitro: | Vitalij D"jadenko (Kropyvnyc'kyj) |

|  |           |                                          |
|  | Marcatori | 52’ Ilsinho 83’ Eduardo 88’ Luiz Adriano |

| Arbitro: | Andrij Lisakovs'kyj (Odessa) |

|  |           |                                           |
|  | Marcatori | 38’ Fernando 58’ Luiz Adriano 66’ Eduardo |

| Arbitro: | Serhij Skrypak (Kiev) |

|  |           |                       |
|  | Marcatori | 48’ Kobin 50’ Eduardo |

| Arbitro: | Vitalij Romanov (Dnipropetrovs'k) |

|  |           |                                       |
|  | Marcatori | 105’ Eduardo 110’ Taison 120’ Bernard |

| Arbitro: | Jurij Možarovs'kyj (Leopoli) |

|                           |           |              |
| Kučer 40’ (aut.) Vida 43’ | Marcatori | 57’ D. Costa |

### Champions League

#### Fase a gruppi
| Arbitro: | Ovidiu Alin Hațegan |

|  |           |                        |
|  | Marcatori | 65’, 87’ Alex Teixeira |

| Arbitro: | Pavel Královec |

|            |           |             |
| Taison 76’ | Marcatori | 18’ Welbeck |

| Arbitro: | Stéphane Lannoy |

|                                      |           |  |
| Kießling 22’, 72’ Rolfes 50’ Sam 57’ | Marcatori |  |

| Donec'k 5 novembre 2013, ore 21:45 EET Gruppo A | Šachtar        | 0 – 0 (0-0) referto | Bayer Leverkusen | Donbas Arena (50.115 spett.)\| Arbitro: \| William Collum \| |
| Arbitro:                                        | William Collum |                     |                  |                                                              |

| Arbitro: | Olegário Benquerença |

|                                                      |           |  |
| Luiz Adriano 37’ Alex Teixeira 48’ D. Costa 68’, 87’ | Marcatori |  |

| Arbitro: | Milorad Mažić |

|           |           |  |
| Jones 67’ | Marcatori |  |

### Europa League

#### Sedicesimi di finale
| Arbitro: | Anastasios Sidīropoulos |

|          |           |                  |
| Tecl 62’ | Marcatori | 65’ Luiz Adriano |

| Arbitro: | Pol van Boekel |

|                  |           |                        |
| Luiz Adriano 88’ | Marcatori | 29’ Kolář 33’ Petržela |